# Каллиник (Илиопулос)
Епископ Каллиник (греч. Επίσκοπος Καλλίνικος; род. 1987, Греция) — архиерей Церкви истинно-православных христиан Греции (Синод Хризостома), епископ Талантийский (с 2024), викарий Афинской архиепископии.

## Биография
Окончил богословскую школу Афинского университета.
29 июня 2013 года, в субботу, в Крестовоздвиженском храме в Кератее архиепископом Афинским Каллиником (Сарандопулосом) был хиротонисан во иеромонаха.
6 марта 2024 года Священным синодом Церкви ИПХ Греции был избран для рукоположения в сан епископа Талантийского. В этот же день в синодальной церкви в честь святой Филофеи Афинской состоялся чин его наречения во епископа.
7 марта 2024 года в соборе святого Афанасия Великого в Неа-Филаделфия был хиротонисан во епископа Талантийского, викария Афинской архиепископии. Хиротонию совершили: архиепископ Афинский и всей Эллады Каллиник (Сарандопулос), митрополит Пирейский и Саламинский Геронтий (Лударос), митрополит Аттикийский и Биотийский Хризостом (Маниотис), митрополит Фессалоникийский Григорий (Маркопулос), митрополит Димитриадский Фотий (Мандалис) и митрополит Мефонский Амвросий (Бэрд).